# Рюмин, Михаил Дмитриевич
Михаи́л Дми́триевич Рю́мин (1 сентября 1913, Большое Кабанье, Пермская губерния — 22 июля 1954, Москва) — деятель НКГБ — МГБ СССР, полковник, заместитель министра государственной безопасности СССР (19 октября 1951 — 13 ноября 1952).

## Биография
Михаил Рюмин родился 1 сентября 1913 года в семье крестьянина-середняка в селе Большое Кабанье Кабанской волости Шадринского уезда Пермской губернии, ныне село входит в Шадринский муниципальный округ Курганской области. В годы Гражданской войны семья Рюминых поддержала белых, впоследствии Михаил Дмитриевич это обстоятельство скрывал.

### Начальный период
В 1929 году окончил восемь классов школы 2-й ступени в Шадринске.
С мая 1929 года по февраль 1931 года работал счетоводом в сельскохозяйственной артели «Ударник» в родном селе.
С апреля 1930 года по июнь 1930 года — слушатель Шадринских бухгалтерских курсов районного Союза потребительских обществ.
С июня 1930 года по февраль 1931 года — бухгалтер в артели «Ударник».
С февраля 1931 года по июнь 1931 года — бухгалтер-инструктор Кабаньевского райколхозсоюза, районного отделения связи (Уральская область).
С июня 1931 года учился на курсах связи в Шадринске, после их окончания в сентябре 1931 года работал бухгалтером, старшим бухгалтером, бухгалтером-инструктором управления связи Уральской области (сентябрь 1931 года - июнь 1933 года), одновременно в 1931—1932 годах учился на комсомольском отделении Коммунистического университета имени В. И. Ленина (Свердловск).
В сентябре 1934 года — марте 1935 года учился на курсах Союзархивучёта, однако не окончил их.
С мая 1934 года по сентябрь 1935 года — главный бухгалтер управления связи Свердловской области.
В сентябре 1935 года призван в армию (рядовой, с 15 сентября 1935 года служил при штабе Уральского военного округа, с 15 декабря 1935 года по июль 1936 года — бухгалтер-экономист штаба).
В июле — августе 1937 года вновь работал главным бухгалтером управления связи Свердловской области. Рюмина обвинили в неправильном расходовании денежных средств и в том, что он пользовался покровительством начальника областного управления связи Щербака И.М., арестованного к тому времени как «враг народа». За связь с Щербаком И.М. был исключён из ВЛКСМ. Узнав об этом, Рюмин уехал в Москву.
С 13 сентября 1937 года — бухгалтер-ревизор финансового сектора Центрального управления речных путей Наркомата водного транспорта СССР.
С 27 сентября 1938 года — главный бухгалтер, затем до июня 1941 года, — начальник планово-финансового отдела Управления канала Москва — Волга.
Кандидат в члены ВКП(б) с 1939 года.
После начала Великой Отечественной войны направлен на работу в Народный комиссариат внутренних дел СССР.

### В НКВД-МГБ
Учился в Высшей школе НКВД СССР (22 июля — сентябрь 1941 года), затем находился на следственной работе в ОО НКВД — ОКР «Смерш» Архангельского военного округа: 
- следователь, старший следователь 4-го отделения ОО НКВД по Архангельскому военному округу,
- с 21 мая 1943 года — заместитель начальника 4-го (следственного) отделения ОКР «Смерш» Архангельского военного округа
- с 17 января 1944 года по 15 декабря 1944 года — начальник 4-го (следственного) отделения ОКР «Смерш» Архангельского военного округа.

В 1943 году вступил в ВКП(б), в 1952 году партия переименована в КПСС.
С 15 декабря 1944 года по 23 марта 1945 года — начальник 4-го (следственного) отделения ОКР «Смерш» Беломорского военного округа.
Затем переведён в центральный аппарат ГУКР «Смерш» (затем МГБ СССР), занимал должности:
- старший следователь 1-го отделения 6-го отдела ГУКР «Смерш» (25 марта 1945 года — 22 мая 1946 года);
- заместитель начальника 2-го отделения 6-го отдела 3-го Главного Управления МГБ СССР (22 мая 1946 года — 21 сентября 1949 года);
- старший следователь Следственной части по особо важным делам МГБ (21 сентября 1949 года — 10 июля 1951 года).

В 1951 году получил выговор за утерю папки с материалами следствия в служебном автобусе. Также он скрывал от руководства факты, компрометирующие его родственников, — отец Рюмина был кулаком, брат и сестра обвинялись в воровстве, а тесть во время Гражданской войны служил у Колчака.
М. Рюмина называли «кровавым карликом» за то, что он «выбивал» показания, истязая людей пытками. В 1948 году «добывал» материалы для ареста маршала Г. К. Жукова.

Рюмин участвовал в затеянном Абакумовым по приказу Сталина следствии по делу «Маршал» — по подготовке материалов для ареста Георгия Жукова. Он вёл дело арестованного Героя Советского Союза майора П. Е. Брайко, избивая, принудил его подписать показания в отношении «одного из Маршалов Советского Союза». Также, добиваясь показаний на Жукова и Серова, прижёг язык папиросой арестованному бывшему кладовщику Берлинского оперсектора НКВД А. В. Кузнецову.
Выдвинулся благодаря «делу врачей». Николай Николаевич Месяцев, будучи ещё только комсомольцем-стажёром, в 1953 году  провёл ревизию материалов следствия по «делу врачей» и установил, что оно было сфабриковано по инициативе Рюмина. В интервью газете «Советская Россия» он вспоминает: 

Инициатором [дела врачей] надо считать начальника следчасти Рюмина, известного как отъявленный карьерист… Некоторые полагают, что толчком к возникновению «дела врачей» явилось будто бы высказанное Сталиным подозрение, что в смерти бывших членов Политбюро Калинина, Щербакова, Жданова повинны лечившие их врачи. В МГБ решили подтвердить «догадку» вождя. Появляется заявление сотрудницы Кремлёвской больницы Лидии Тимашук. Создаётся экспертная комиссия, во главе которой становится Рюмин. И — закрутилась машина.
2 июля 1951 года по требованию Суханова Дмитрия Николаевича направил заявление на имя И. В. Сталина, в котором обвинял министра госбезопасности СССР Виктора Семёновича Абакумова в сокрытии важных материалов по поводу смерти секретаря ЦК Александра Сергеевича Щербакова, в препятствовании расследованию дел арестованных профессора Якова Гиляриевича Этингера, заместителя генерального директора А/О «Висмут» полковника Салиманова Георгия Васильевича, многочисленных нарушениях следственных процедур, нарушении законов и др. 12 июля Абакумов был арестован. Были арестованы также десятки сотрудников МГБ, а на следующий день появилось закрытое письмо ЦК ВКП(б) «О неудовлетворительной ситуации в Министерстве государственной безопасности СССР».
С 10 июля 1951 года — врио начальника, с 19 октября — начальник Следственной части по особо важным делам МГБ СССР. Одновременно 19 октября 1951 года назначен заместителем министра государственной безопасности СССР и членом Коллегии МГБ. По согласованию с министром государственной безопасности Игнатьевым Семёном Денисовичем 10 октября 1951 года написал письмо Сталину И.В., в котором разоблачил вредительскую группу в МГБ. Последовало указание Сталина И.В, об аресте лиц, упомянутых в письме Рюмина.
В 1952 году вёл по указанию Сталина «Мингрельское дело».
Постановлением СМ СССР от 13 ноября 1952 года отстранён от работы в МГБ и направлен в распоряжение ЦК КПСС за неспособность раскрыть «дело Абакумова» и «дело врачей» (они «всё ещё остаются не раскрытыми до конца»).
13 декабря 1952 года секретариат ЦК КПСС рассматривал вопрос о назначении Рюмина заведующим Новосибирским областным финотделом, но решение не принял. До января 1953 года Рюмин получал зарплату в МГБ.
2 февраля 1953 года назначен старшим контролёром Министерства госконтроля СССР (по Министерству финансов и Государственной штатной комиссии).

### Арест и расстрел
17 марта 1953 года, после смерти Сталина, арестован, содержался в Лефортовской тюрьме. На допросах отрицал обвинения во вражеской деятельности, охотно признавая отдельные ошибки. Выразил желание работать на любом посту, куда направит его партия. Дважды беседовал с Лаврентием Павловичем Берией. В первый раз тот обнадёжил Рюмина, что он может быть помилован, если «полностью раскроет своё нутро». 28 марта 1953 года состоялась вторая беседа, закончившаяся через 25 минут фразой: «Больше я вас и вы меня не увидим. Мы вас ликвидируем». Позже Рюмин стал утверждать, что дело на него было создано «врагами народа Берией, Кобуловым, Гоглидзе и Влодзимирским, которым он мешал».
Пока дело Рюмина готовилось к передаче в суд, он изменил свои показания и вместо признания вины стал всё отрицать. В письме Георгию Максимилиановичу Маленкову, отправленном из Лефортовской тюрьмы 29 сентября 1953 года, рассказывал, что в тюрьме подвергался многочисленным надругательствам и пыткам. В последующих письмах просил его вмешаться в дело. В письме из Внутренней тюрьмы на Лубянке сообщал, что за 12 лет работы в органах безопасности через его руки прошло около 700 дел и ни по одному из них не было вынесено судом частного определения о нарушении законов. 19 апреля 1954 года Президиум ЦК КПСС принял решение о направлении следственных материалов по делу Рюмина в Военную коллегию Верховного Суда СССР.
2—7 июля 1954 года Военная коллегия Верховного Суда СССР рассмотрела в судебном заседании дело по обвинению М. Д. Рюмина в преступлении, предусмотренном ст. 58-7 Уголовного Кодекса РСФСР. В сообщении об этом заседании говорилось: 

«Судебным следствием установлено, что Рюмин в период его работы в должности старшего следователя, а затем и начальника следственной части по особо важным делам бывшего Министерства государственной безопасности СССР, действуя, как скрытый враг Советского государства, в карьеристских и авантюристических целях стал на путь фальсификации следственных материалов, на основании которых были созданы провокационные дела и произведёны необоснованные аресты ряда советских граждан, в том числе видных деятелей медицины… Рюмин, применяя запрещённые советским законом приёмы следствия, принуждал арестованных оговаривать себя и других лиц в совершении тягчайших преступлений — измене Родине, вредительстве, шпионаже и др. Последующим расследованием установлено, что эти обвинения не имели под собой никакой почвы, привлечённые по этим делам полностью реабилитированы» («Правда», 8 июля 1954 г.)
.
7 июля 1954 года приговорён Военной коллегией Верховного Суда СССР к высшей мере наказания с конфискацией всего принадлежащего ему имущества, лишением правительственных наград и воинского звания.
19 июля 1954 года Президиумом Верховного Совета СССР ходатайство Рюмина М. Д. о помиловании отклонил.
Расстрелян 22 июля 1954 года в 21:05. Его тело было предано кремации в тот же день в десять часов вечера. Прах захоронен в общей могиле для «невостребованных прахов» на Новом Донском кладбище, ныне в муниципальном округе Донской Южного административного округа города Москвы.
Не реабилитирован.

## Звания
- Младший лейтенант ГБ (28 декабря 1941)
- Старший лейтенант ГБ (11 февраля 1943)
- Капитан (18 июня 1943)
- Майор (3 марта 1944)
- Подполковник (19 марта 1948)
- Полковник (4 октября 1951)

## Награды
- Орден Отечественной войны II степени, 31 июля 1944 года, За образцовое выполнение особых заданий Верховного главного командования Красной Армии
- Орден Красной Звезды, 13 сентября 1945 года, За образцовое выполнение особых заданий Верховного главного командования Красной Армии
- 5 медалей.
  - Медаль «За отвагу», 24 августа 1949 года[11]
  - Медаль «За победу над Германией в Великой Отечественной войне 1941—1945 гг.»
  - Юбилейная медаль «30 лет Советской Армии и Флота»

## Семья
- Отец, Дмитрий Осипович Рюмин до Революции содержал в селе Большом Кабаньем харчевню и торговал скотом, а в 1930 году за связь с кулацкими элементами исключён из колхоза. Мать, Анна Павловна.
  - Брат Пётр (1910 — 25 апреля 1942,  Ленинградская обл., Тосненский район, д. Дубовик), красноармеец, погиб на фронте.
  - Брат Анатолий (1912 — ?)[12]
  - Брат Степан, в 1938 году приговорён к 4 годам тюрьмы за грабёж.
  - Сестра Анна Черноскулова, в 1948 году осуждена за спекуляцию.
- Михаил Рюмин был женат, отец жены Рюмина Паркачев П.П. служил офицером в армии Колчака[13].

## Адрес
Примерно с 1949 года жил по адресу: г. Москва, Старопименовский переулок, дом 4, квартира 4.

## В литературе
- В романе А. и Г. Вайнеров «Петля и камень в зелёной траве» М.Рюмин упоминается как друг отца главного героя, вымышленного генерала З. А. Епанчина.
- В романе Вайнеров «Евангелие от палача» Рюмин — коллега и соратник главного героя, подполковника Хваткина, якобы истинного автора «дела врачей», использовавшего Рюмина как марионетку в разворачивании данной антисемитской кампании.
- В романе А. И. Солженицына «В круге первом».
- В романе В. Ерашова «Коридоры смерти».
- В романе Ю.С.Семёнова «Отчаяние».

## Киновоплощения
- В круге первом (2006) — Игорь Угольников
- Сталин. Live (2006) — Дмитрий Ошеров